# Eurystaura dysstroma
Eurystaura dysstroma är en fjärilsart som beskrevs av Sergius G. Kiriakoff 1968. Eurystaura dysstroma ingår i släktet Eurystaura och familjen tandspinnare. Inga underarter finns listade i Catalogue of Life.